# そらあすか
そら あすか（「空 飛鳥」表記も、8月22日 - ）は、日本の漫画家、イラストレーター。女性。

## 略歴
日本大学芸術学部映画学科卒業。トキワ荘プロジェクト出身で、在荘時に『戦国武女子、参る!〜いっそ武将に仕えたい〜』でデビュー。
夫の羽咋あみも漫画家。

## 作品リスト
- 戦国武女子、参る!〜いっそ武将に仕えたい〜（メディアファクトリー） ISBN 978-4-8401-2894-0
- 龍馬に逢いたいぜよ（ミリオン出版） ISBN 978-4-8130-2115-5
- 戦国おもしろ草紙～乱世のきずな～（PHP研究所） ISBN 978-4-569-79681-9
- マンガ・日本人なら知っておきたい！戦国武将、ゆるイイ話（講談社） ISBN 978-4-06-217190-8
- こよみちゃん（京都新聞夕刊、2014年4月1日 - 12月27日）